# 10 mai 1970
Le dimanche 10 mai 1970 est le 130e jour de l'année 1970.

## Naissances
- Craig Mack (mort le 12 mars 2018), rappeur américain
- Dallas Roberts, acteur américain
- David Weir, footballeur écossais
- Dominique Latil, scénariste français
- Gabriela Montero, musicienne vénézuélienne
- Gina Philips, actrice américaine
- Miles Kwok, milliardaire chinois
- Mihai-Viorel Fifor, homme politique roumain
- Pepín Liria, matador espagnol
- Perry Blake, chanteur de musique pop
- Pierre Morath, athlète et documentariste suisse
- Sally Phillips, actrice britannique
- Stevenson Jacques Thimoléon, avocat et homme politique haïtien
- Tomáš Kucharčík, joueur de hockey sur glace tchèque

## Décès
- Frankie Lee Sims (né le 30 avril 1917), guitariste et chanteur de blues américain
- Hy Hazell (née le 4 octobre 1919), actrice britannique
- Marcel Constant (né le 10 mars 1896), dirigeant sportif français
- Mari Blanchard (née le 13 avril 1923), actrice américaine

## Événements
- Création de la chaîne de télévision tchèque ČT2
- Découverte de (19080) Martínfierro
- Début du championnat du monde de basket-ball masculin 1970
- Grand Prix automobile de Monaco 1970
- Fin des Quatre Jours de Dunkerque 1970
- Fin du Tour de Colombie 1970